# Software liber

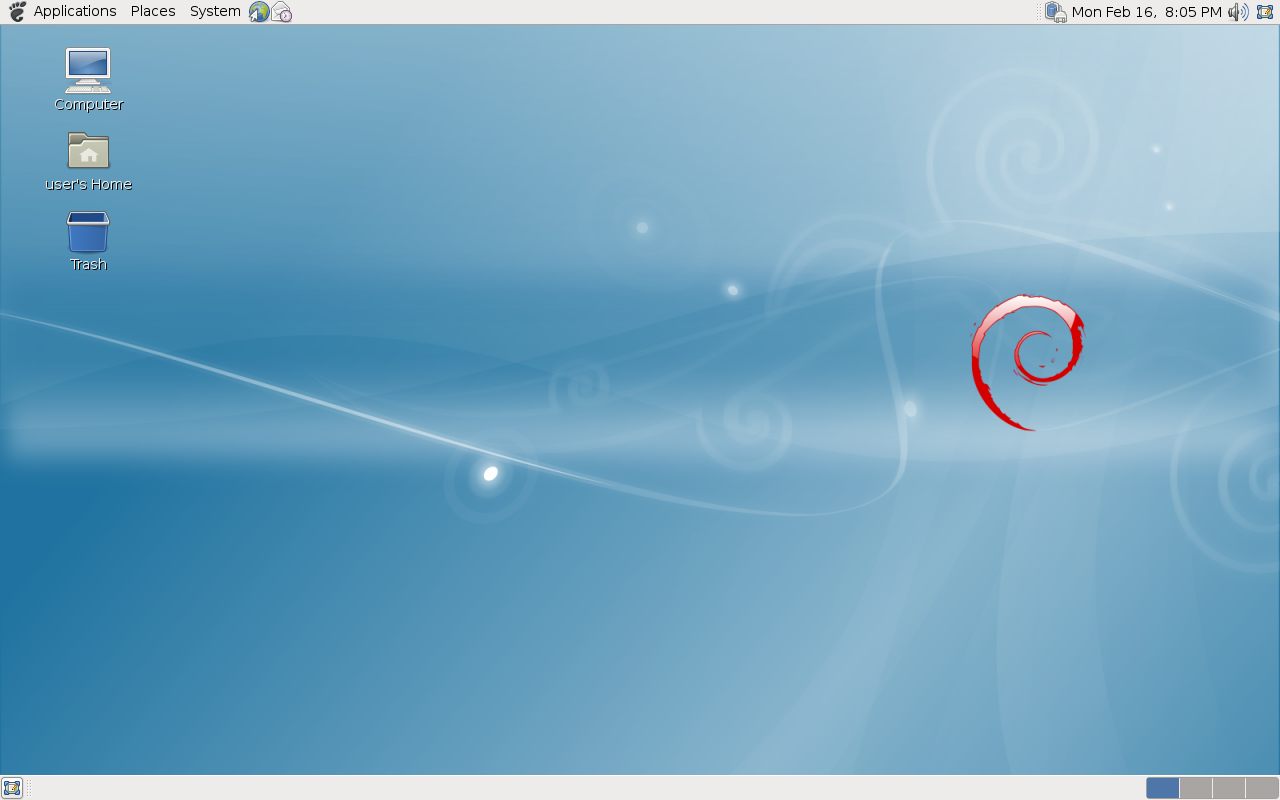
Sisteme precum Debian sunt compuse aproape în întregime din software liber

A nu se confunda cu Freeware (software gratuit).
Se numește software liber (din engleză free software, tradus uneori, simplu, ca program liber, deși noțiunea de „software” desemnează totalitatea programelor dintr-un sistem de calcul, inclusiv documentația, fișierele de configurare etc.) un tip de software care poate fi rulat, studiat, modificat și distribuit în forma originală sau modificată cu restricții minime. Scopul restricțiilor este de a asigura continua răspândire a acestor programe, oferind tuturor utilizatorilor aceleași drepturi menționate anterior. Astfel de drepturi sunt de regulă restricționate în cazul software-lui proprietar. Software-ul liber este în general disponibil gratuit, însă gratuitatea nu este absolut necesară. De asemenea, conceptul de software liber este folosit și în alte domenii decât crearea de programe; de exemplu, conținutul Wikipediei este una din aceste inițiative.
Pentru a putea fi considerat software liber, software-ul propriu-zis trebuie să fie distribuit întotdeauna împreună cu codul sursă al programului precum și cu o notă de copyright care să descrie și să permită libertățile enumerate mai sus. O asemenea notă se numește o „licență software”. Un exemplu de licență software liber foarte des folosită este licența GPL. Programele aflate în domeniul public sunt considerate și ele software liber dacă sursa programului este disponibilă.
Mișcarea pentru Software Liber (din engleză Free Software Movement, abreviat FSM) a fost inițiată în anul 1983 de Richard Stallman ca o mișcare socială și politică, scopul ei fiind prezervarea libertăților fundamentale ale utilizatorilor. Pentru ca mișcarea să se întărească, Stallman a înființat în anul 1985 organizația nonprofit Fundația pentru Software Liber. Încă de la începuturile ei, fundația a fost implicată în dezvoltarea de software în cadrul proiectului GNU, pentru ca apoi să-și extindă activitățile în domeniul licențierii de software și să creeze comunitatea de software liber. În anul 2005 a fost creată organizația The Software Freedom Law Center, cu scopul de a proteja și intensifica legal mișcarea.
Alți termeni comuni prin care se desemnează mișcarea software liber sunt, în engleză, software libre, free and open source software (FOSS) și free, libre and open source software (FLOSS).
Software-ul liber, care poate fi distribuit gratuit sau contra cost, nu trebuie confundat cu programele freeware, acestea din urmă nepermițând activitățile de inginerie inversă, modificarea și, în unele cazuri, redistribuirea liberă. Software-ul liber nu trebuie confundat nici cu software-ul cu sursă deschisă, care se referă strict la faptul că sursa programului este disponibilă.

## Istoric

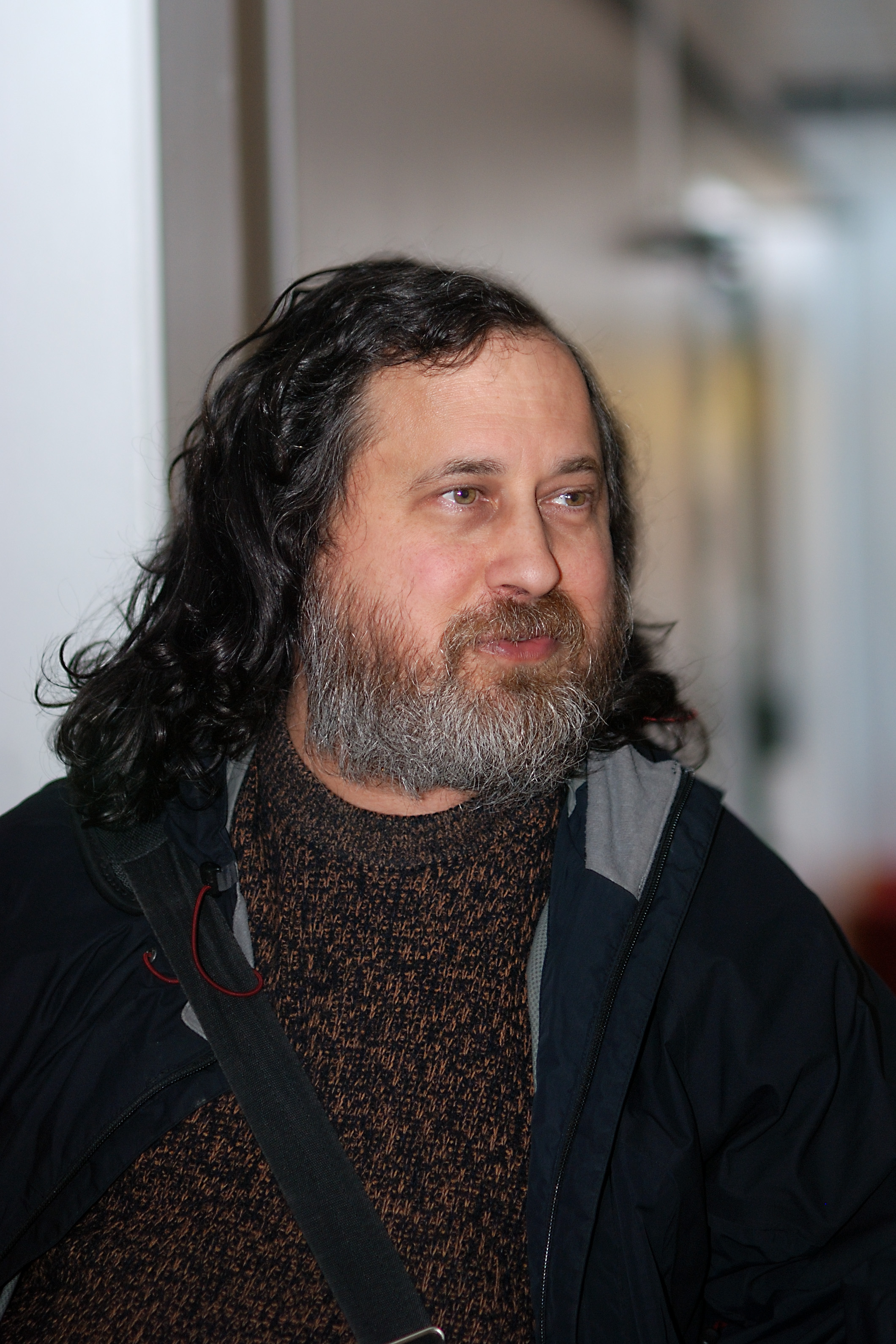
Richard Stallman, fondatorul mișcării software liber

Ceea ce astăzi se numește software liber a existat cu mult înaintea mișcării software liber. În anii 1950, 1960 și 1970 libertățile prevăzute de softul liber erau norma. Software-ul era distribuit în cadrul comunităților de utilizatori, fabricanții de hardware fiind bucuroși că altcineva scrie programe care să pună în funcțiune echipamentul fabricat de ei. Au existat chiar organizații precum SHARE al căror scop era distribuirea gratuită de software. Toate acestea s-au schimbat o dată cu creșterea costului producerii programelor software. În anii 1970 au apărut primele măsuri de restricție a distribuirii programelor, cum ar fi distribuirea programelor în formă binară. Scopul acestora era să-i împiedice pe utilizatori să studieze și să modifice programele respective. În 1980 legea dreptului de autor a fost extinsă să includă și programele software.
În 1983, Richard Stallman de la MIT Artificial Intelligence Laboratory a anunțat proiectul GNU. Dezvoltarea sistemului de operare GNU a început în 1984, iar organizația Fundația pentru Software Liber a fost înființată în 1985.
Viabilitatea economică a software-ului liber a fost recunoscută de o serie largă de companii, precum IBM, RedHat sau SUN Microsystems. Datorită costurilor reduse, multe companii au ales software liber pentru site-urile de vânzări pe Internet. De asemenea multe industrii au început să utilizeze tehnici similare cu cele folosite în dezvoltarea software-ului liber în procesul de dezvoltare și cercetare. De exemplu, tot mai multe platforme hardware și microcipuri sunt dezvoltate conform principiilor software-ului liber, cu specificații publicate în licențe copyleft.

## Formele de libertate
Conform Fundației pentru Software Liber (FSL), acest tip de software asigură patru forme de libertate utilizatorilor săi, în ordine descrescătoare a importanței:
- Libertatea 0 — De a utiliza programul în orice scop.
- Libertatea 1 — De a studia modul de funcționare a programului și de a-l adapta nevoilor proprii. Accesul la codul-sursă este o precondiție pentru aceasta.
- Libertatea 2 — De a redistribui copii, în scopul ajutorării aproapelui, gratuit sau contra unei sume de bani.
- Libertatea 3 — De a îmbunătăți programul și de a pune îmbunătățirile la dispoziția publicului, în folosul întregii societăți.

Motivul pentru care acestea sunt numerotate 0, 1, 2 și 3 este unul istoric. În jurul anului 1990 existau trei libertăți, numerotate 1, 2 și 3. După aceea, proiectul GNU  și-a dat seama că libertatea de a executa programul trebuie menționată explicit. Era evident că aceasta este mai rudimentară decât celalalte trei, așa că trebuia să fie menționată înaintea acestora. Decât să le renumeroteze pe primele 3, au numit această libertate libertatea 0. 
Conform FSL, un program este un software liber dacă întrunește toate aceste libertăți (existența tuturor celor patru libertăți delimitează precis, matematic, categoria de „software liber”, constituind o definiție). Accesul la codul-sursă al programului este o precondiție pentru libertățile 2 și 3, dar nu tot software-ul ale cărui surse sunt publice este și liber. De asemenea, deși majoritatea software-ului liber este și gratuit, costul nu este un criteriu după care se poate spune că un program este liber sau nu, astfel că programele freeware nu reprezintă software liber.
De obicei, licențele de software liber sunt create în așa fel încât aceste libertăți să nu poată fi restrânse odată cu redistribuirea programului, dar există și licențe mai permisive care permit chiar și înglobarea unor părți ale programelor libere în software-ul proprietar, ca de exemplu licența BSD.

## Software liber versus software cu sursă deschisă
În câteva articole importante ale sale, Richard Stallman critică tendința de a se folosi termenul „cu sursă deschisă” (open source) aplicat la software. El afirmă că, în timp ce software-ul liber și software-ul cu sursă deschisă înseamnă același lucru, valorile morale pe care le scot în evidență cele două denumiri sunt diferite: „software liber” pune accentul pe libertatea totală transmisă utilizatorilor prin licența programului, iar „software cu sursă deschisă” accentuează doar avantajele de natură practică, comercială și materială (cum ar fi gratuitatea și disponibilitatea imediată). R. Stallman recomandă folosirea exclusivă a noțiunii de „software liber”, pentru a transmite publicului valori morale mai înalte odată cu software-ul distribuit.
Există și persoane care spun că folosirea termenului „cu sursă deschisă” are doar rațiuni de ordin lingvistic: în limba engleză, sensul cuvântului „free” este ambiguu, neputându-se preciza dacă „free software” se traduce ca „software liber” sau „software gratuit” — de aceea, se simțea nevoia unui termen diferit, cu înțeles identic. Pornind de la exemplul lui Richard Stallman, „Think of Free Software as free speech, not free beer” („Gândiți-vă la free software ca la libertatea cuvântului, nu ca la bere oferită gratuit”), s-a încetățenit practica de a referi cele două sensuri ale cuvântului englezesc „free” ca „free as in speech” sau „free as in beer”.
În practică, termenul „software liber” este mai des întâlnit printre programatori și pasionații de informatică, iar termenul „software cu sursă deschisă” este mai des folosit în mediul de afaceri. Există temerea că sublinierea prea evidentă a „activismului ideologic” legat de libertate în „Mișcarea Free Software” îi îndepărtează pe unii patroni, în mediul de afaceri preferându-se sublinierea avantajelor practice, exprimate de denumirea „software cu sursă deschisă”.

## Software liber versus software proprietar
Licențele de software liber promovate de FSL, cum ar fi licența Licența Publică Generală GNU GPL tind să protejeze libertățile menționate mai sus, împiedicând totodată înglobarea codului sursă al programelor în software-ul proprietar. Se forțează astfel programele proprietare care au folosit cod distribuit sub GPL să fie relicențiate sub GPL, având astfel un caracter viral.
Spre deosebire de GPL, licența LGPL permite utilizarea de module de program liber din software-ul proprietar, dacă acestea sunt legate dinamic, dar eventualele îmbunătățiri trebuie distribuite tot sub LGPL.
Software-ul scris de Fundația pentru Software Liber este licențiat de obicei sub GPL sau GNU LGPL, în funcție de poziția pe care software-ul o ocupă pe nișa respectivă de piață, cu scopul declarat de a determina autorii de software derivat să folosească licența GPL, care oferă maximum de libertate tuturor utilizatorilor (în cascadă). De exemplu, biblioteca glibc (care are mulți concurenți) este licențiată LGPL, dar biblioteca readline (care deține o poziție de monopol de facto) a fost licențiată GPL, cu scopul vădit de a determina toți programatorii care o vor (re)folosi să își distribuie software-ul tot sub GPL.

## Confuzia între „software liber” și  „software gratuit”
Există o confuzie populară larg răspândită între noțiunea de „software liber” și cea de „software gratuit” - accentuată de dublul înțeles al cuvântului englezesc free (v. necesitatea delimitării free as in speech versus free as in beer), precum și de faptul că multe programe libere sunt, în același timp, și programe oferite gratuit (prin voința autorilor lor). De aceea, este important de subliniat faptul că cele două categorii de software nu trebuie confundate, fiindcă sunt diferite.
Exemple:
- există programe gratuite (freeware) care nu sunt programe libere - v. cunoscutul Adobe Reader, produs și distribuit gratuit de Adobe Systems
- există programe libere care nu sunt gratuite - v. sistemul de operare Red Hat Enterprise Linux al companiei Red Hat, un sistem de operare din familia GNU/Linux, alcătuit în proporție covârșitoare din software liber, dar a cărui formă compilată (finită) este oferită contra cost, împreună cu documentație și servicii de asistență.